# Phyllolabis theowaldi
Phyllolabis theowaldi är en tvåvingeart som beskrevs av Mannheims 1959. Phyllolabis theowaldi ingår i släktet Phyllolabis och familjen småharkrankar.
Artens utbredningsområde är Grekland. Inga underarter finns listade i Catalogue of Life.